# Leo Durocher
Leo Ernest Durocher (en francés, Léo Ernest Durocher) (27 de julio de 1905 – 7 de octubre de 1991), apodado Leo the Lip, fue un infielder y entrenador de béisbol estadounidense que jugó en las Grandes Ligas de Béisbol. Tras su retiro, fue el quinto entrenador de todos los tiempos por sus 2009 victorias, únicamente superado en la historia de la Liga Nacional por John McGraw. De carácter franco y controvertido, la carrera de Durocher tuvo varios choques con la autoridad, los árbitros y la prensa.
Durocher fue elegido miembro del Salón de la Fama del Béisbol en 1994.

## Biografía

### Carrera de jugador

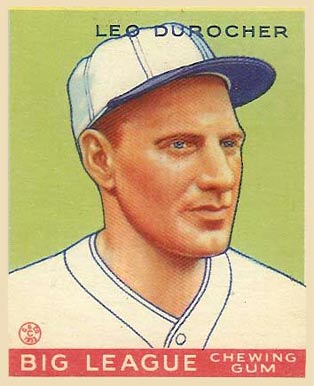
Durocher en una tarjeta de goma de mascar Goudey en 1933.

Nacido en West Springfield (Massachusetts) en el seno de una familia de origen francocanadiense, Durocher entró en el equipo New York Yankees brevemente en 1925, antes de formar parte del mismo de manera regular a partir de 1928. 
Durocher era un favorito del entrenador Yankee Miller Huggins, quien vio en él las semillas de un gran entrenador – la competitividad, la pasión, el ego, la facilidad para recordar situaciones. Sin embargo, la franqueza de Durocher no le ganó la simpatía del propietario Yankee, y su hábito gastando dinero en ropa cara o en fiestas nocturnas molestaba al primer entrenador del equipo, Ed Barrow.
Durocher ayudó al equipo a ganar su segundo título consecutivo de la Serie Mundial de 1928. Por ese motivo solicitó un aumento y fue vendido a los Cincinnati Reds en 1930, aunque existe la versión de que le había robado un reloj de oro a Babe Ruth en el vestuario siendo esta la verdadera causa de su envío a los Rojos.

### A la Liga Nacional con los Cincinnati Reds
Durocher pasó el resto de su carrera profesional en la Liga Nacional. Tras tres años con los Cincinnati Reds, a mediados de 1933 fue transferido a los Saint Louis Cardinals. En este equipo recibió en su uniforme el número 2 , que llevó durante el resto de su trayectoria como jugador y entrenador. En ese equipo Durocher tuvo una buena adaptación, y permaneció en el mismo hasta la temporada de 1937, capitaneándolo y ganando la Serie Mundial de 1934 (su tercer título en nueve años) antes de ser traspasado al Brooklyn Dodgers.
Principalmente un campocorto, Durocher jugó hasta 1945 (excluyendo las temporadas 1942 y 1944), y fue conocido como un sólido fielder, aunque poco dotado bateador. En 5,350 carreras en los bats, tuvo un porcentaje de bateo de .247, hizo 24 home runs, y corrió 567 carreras impulsadas. Fue llamado para formar parte del Juego de Estrellas de las Grandes Ligas de Béisbol en tres ocasiones—una con St. Louis, y dos con los Dodgers.

### Mánager
Tras la temporada de 1938, Durocher fue nombrado jugador-entrenador por  el nuevo presidente y director general de los Dodgers Larry MacPhail. 
Y en su primera temporada como entrenador, la de 1939, Durocher personificó la posición por la cual sería más recordado. Como entrenador, su temperamento salió a la luz, y quedaron para el recuerdo las imágenes en las que se enfrentaba a los árbitros. Además, él valoraba esas mismas posturas en sus jugadores. Para él, los "buenos tipos" acababan los últimos.
Los Dodgers habían tenido seis temporadas seguidas sin títulos, pero Durocher cambió la tendencia. Aparte del año bélico de 1944, él no tendría ninguna temporada sin títulos con el equipo. En 1941, en su tercera temporada entrenando, llevó a los Dodgers el banderín de la Liga Nacional, el primero de la formación en 21 años. Perdieron la Serie Mundial en 1941 ante los Yankees en cinco juegos y, pese a ganar 104 partidos, perdieron el banderín de 1942.
Sin embargo, pese al éxito de los años 1939–42, Durocher y el director general MacPhail tuvieron muy mala relación. MacPhail era bebedor, y tenía un carácter tan fuerte como el de su entrenador, por lo que en ocasiones llegó a amenazar con el despido a Durocher tras una noche de bebida. Finalmente, en lo más candente de la Segunda Guerra Mundial, MacPhail se alistó en el Ejército de los Estados Unidos al final de la temporada 1942. Su sustituto, Branch Rickey, retuvo a Durocher como entrenador. Durocher entrenó a los Dodgers de modo continuo hasta 1946.
Pero Durocher también discutía con regularidad con el Comisionado Happy Chandler, que había sido nombrado para el puesto en 1945. A lo largo de su permanencia en el cargo, Durocher había sido advertido de que muchos de sus amigos eran jugadores, corredores de apuestas o tenían conexiones con la mafia, y que tenían libertad de acción en  Ebbets Field. De hecho, Durocher tenía amistad con el actor George Raft y admitió conocer a Bugsy Siegel. Además, Durocher era aficionado a las cartas y seguía de cerca las carreras de caballos. En esa época tuvo una relación con la actriz Laraine Day, la cual fue criticada por la influyente Catholic Youth Organization. Los dos se casaron en México en 1947, aunque se divorciaron en 1960. En los años cincuenta Day escribió un libro describiendo la vida de la mujer de un entrenador, el titulado Day with the Giants.

### Suspensión
Durante la primavera de 1947, Durocher se vio envuelto en una indecorosa pelea con el propietario del Yankees, Larry MacPhail. El director había hecho unas contrataciones que causaron fricción entre ambos hombres, y el asunto fue a peor. Durocher y MacPhail intercambiaron acusaciones y el asunto llegó a la prensa. Finalmente, y en parte presionado por 
MacPhail, y en parte a causa de sus descubrimientos, el Comisionado Happy Chandler tomó la decisión de suspender a Durocher durante la temporada de 1947 por "asociación con conocidos jugadores".
Antes de ser suspendido, sin embargo, Durocher jugó un importante papel en la erradicación de la barrera de color en el béisbol. En la primavera de 1947 hizo saber que no toleraría que sus jugadores se opusieran a que Jackie Robinson, afroamericano, se sumara al equipo.

### Pase a los New York Giants
Durocher volvería a entrenar en la temporada 1948, pero su carácter y los malos resultados de ese año causarían nuevas fricciones con Branch Rickey, y el 16 de julio Durocher, Rickey y el propietario de los New York Giants Horace Stoneham negociaron la salida al último equipo. Él disfrutó quizás de su mayor éxito con el Giants, consiguiendo el banderín con el equipo en 1951.

### Única Serie Mundial ganada en 1954
Más adelante, con los Giants en 1954, contra todos los pronósticos, Durocher ganó su única Serie Mundial como entrenador, venciendo al Cleveland Indians.

### Comentarista de TV
Tras dejar en 1955 a los Giants, Durocher trabajó para la NBC, siendo comentarista del programa Major League Baseball on NBC y presentando The Colgate Comedy Hour y Jackpot Bowling. Más adelante entrenó a los Dodgers, por entonces mudados a Los Ángeles, California, desde 1961 a 1964.

### Actuando con The Beverly Hillbillies, The Munsters, Mr. Ed
En ese período, Durocher, que había debutado en el cine en la comedia de 1943 de Red Skelton Whistling in Brooklyn, se interpretó a sí mismo en varios shows televisivos. En una emisión en 1963 de The Beverly Hillbillies, Durocher jugaba al golf con Jed Clampett (Buddy Ebsen) y Jethro Bodine (Max Baer, Jr.). En un memorable episodio de The Munsters titulado "Herman the Rookie" (1965), Durocher creía que Herman (Fred Gwynne) era el siguiente Mickey Mantle. Tres años antes también actuó como él mismo en un episodio de Mister Ed, y a principios de la década de 1970 intervino en el programa televisivo What's My Line? como un invitado misterioso.

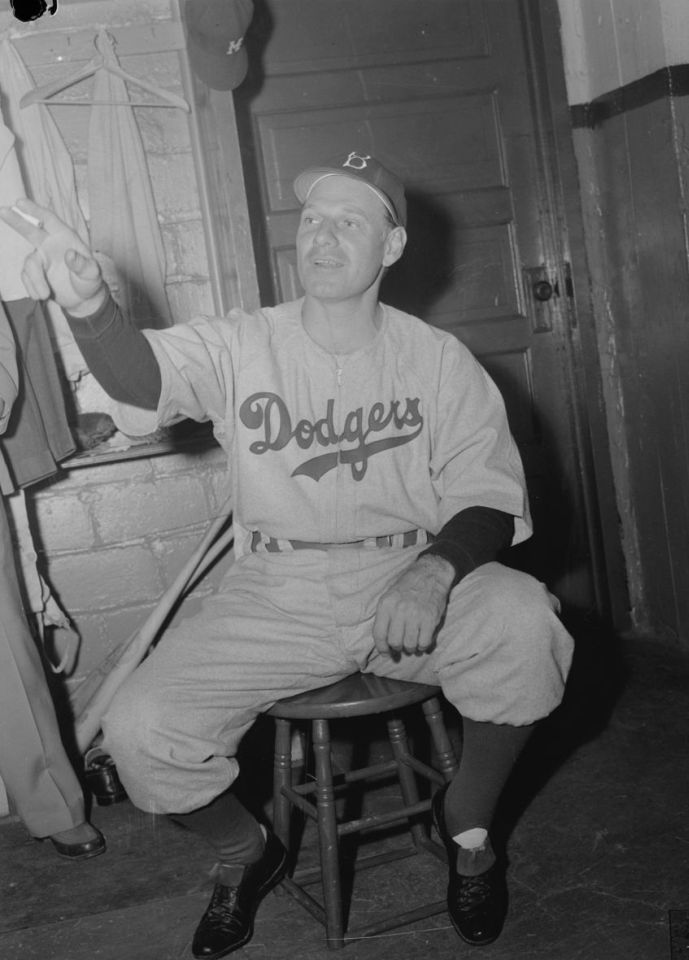
Durocher con los Dodgers, en julio de 1948
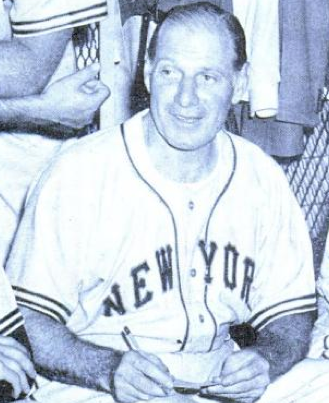
Durocher con los Giants en 1948.

### Chicago Cubs
Durocher volvió a su ocupación de entrenador en 1966 con los Chicago Cubs. En las cuatro temporadas anteriores, los Cubs habían intentado lo que ellos llamaban "College of Coaches," una situación en la cual el equipo disponía de varios entrenadores rotando. Al llegar a la formación, Durocher formalmente anunció el final del experimento
Sin embargo, su trayectoria con el nuevo equipo no fue satisfactoria y, finalmente, fue despedido en la temporada  de 1972.

### Últimos años
Posteriormente entrenó a los Houston Astros en los últimos 31 partidos de la temporada de 1972 y durante el total de la del año 1973, retirándose después. Durocher volvió brevemente en 1976 para trabajar en la Liga Pacífico Japonesa con el Saitama Seibu Lions, pero hubo de dejar el puesto antes de iniciarse la temporada por problemas de salud.
Durocher, con Ed Linn, escribió unas memorias tituladas Nice Guys Finish Last, un libro republicado por University of Chicago Press.

### Fallecimiento
Leo Durocher falleció en 1991 en Palm Springs, California,  a los 86 años de edad. Fue enterrado en el Forest Lawn Memorial Park (Hollywood Hills) en Los Ángeles. 
Además de con Laraine Day, Durocher también se casó con Grace Dozier en 1934 y con Lynne Walker Goldblatt en 1969. Todos sus matrimonios acabaron en divorcio.